# Eric Goldberg
Eric Goldberg (nascido em 1 de Maio de 1955) é um animador, diretor de cinema e dublador americano. Ele é conhecido por seu trabalho em ambas Walt Disney Animation Studios e Warner Bros Animation.

## Vida e carreira
Goldberg foi criado em Levittown, Pensilvânia, e mudou-se para Cherry Hill, Nova Jersey como uma criança, onde ele participou de Cherry Hill High School East. Goldberg, mais tarde, estudou no Instituto Pratt, onde ele se formou em ilustração. Ele entrou na indústria em meados dos anos 70 trabalhando em Raggedy Ann and Andy para o estúdio de Richard Williams, eventualmente, mudando-se para o estúdio londrino de Williams, e passando por todos os escalões, de assistente a diretor. Durante a década de 1980, Goldberg, começou o seu próprio estúdio em Londres, Pizazz Pictures, para produzir comerciais de televisão.
Mais tarde, Goldberg fechou seu estúdio para trabalhar na Disney Animation Studios, em Burbank, Califórnia, e trabalhou no filme Aladdin, em que ele se tornou chefe da animação do Gênio, e mais tarde, o animador de Phil em Hércules (1997). Goldberg também foi o co-diretor da Disney de Pocahontas (1995). Durante seu tempo como animador para o Gênio, ele também forneceu a maioria da animação original para para o clip "Big Time" de MC Skat Kat, que foi concluído em 1992, mas não foi exibido.
Em 1997, Goldberg começou os planos para produzir um curta de animação definido pela música de George Gershwin: Rhapsody in Blue. Seu filme, eventualmente, tornou-se parte de Fantasia 2000 , depois de Goldberg foi permitido o uso do pessoal da Disney  para concluir o filme durante o hiato da produção de The Emperor's New Groove. Ele também atuou como diretor do segmento "O Carnaval dos Animais" de Fantasia 2000. A sua esposa Susan serviu como diretora de arte em ambos os segmentos.
Goldberg foi diretor do hibrido live-action/animação híbrido da Warner Bros., Looney Tunes: Back in Action, e forneceu as vozes de Marvin, o Marciano, Piu-piu, Michigan J. Frog, e Speedy Gonzales. Embora Back In Action não foi comercialmente bem-sucedido nas bilheterias, foi recebido relativamente bem pelos críticos de cinema, e Goldberg foi nomeado para o Annie Award de melhor direção em um longa animado. Ele animou a abertura  título da Metro-Goldwyn-Mayer' em 2006, e a A Pantera cor de Rosa com Bob Kurtz.
Recentemente, Goldberg retornou  a Disney, onde dirigiu quatro minutos da atração animada do Epcot, Gran Fiesta Tour Starring The Three Caballeros e contribuiu para o curta de animação How to Hook Up Your Home Theater em 2007, estrelado pelo Pateta. Mais recentemente, ele foi o chefe de animador para Louis em A Princesa e O Sapo (2009) e Coelho em Winnie the Pooh (2011).